# Eporectis
Eporectis is een geslacht van vlinders van de familie spinneruilen (Erebidae), uit de onderfamilie Calpinae.

## Soorten
- E. phenax Meyrick, 1902
- E. poliophylla Turner, 1902
- E. tephropis Turner, 1902